# Viện nhân chủng học tiến hóa Max Planck

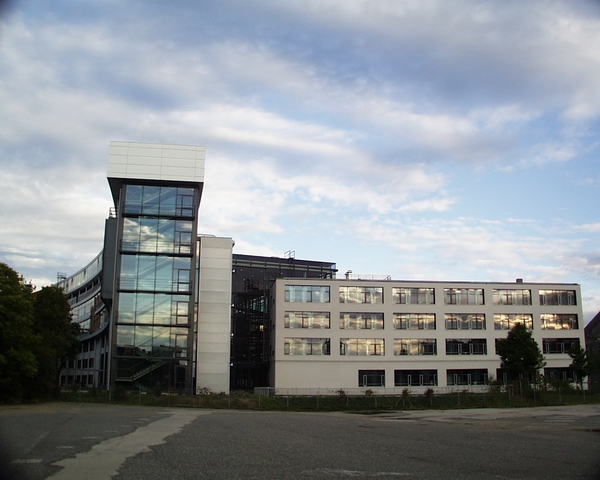
Tòa nhà chính của MPI EVA ở Leipzig, Đức

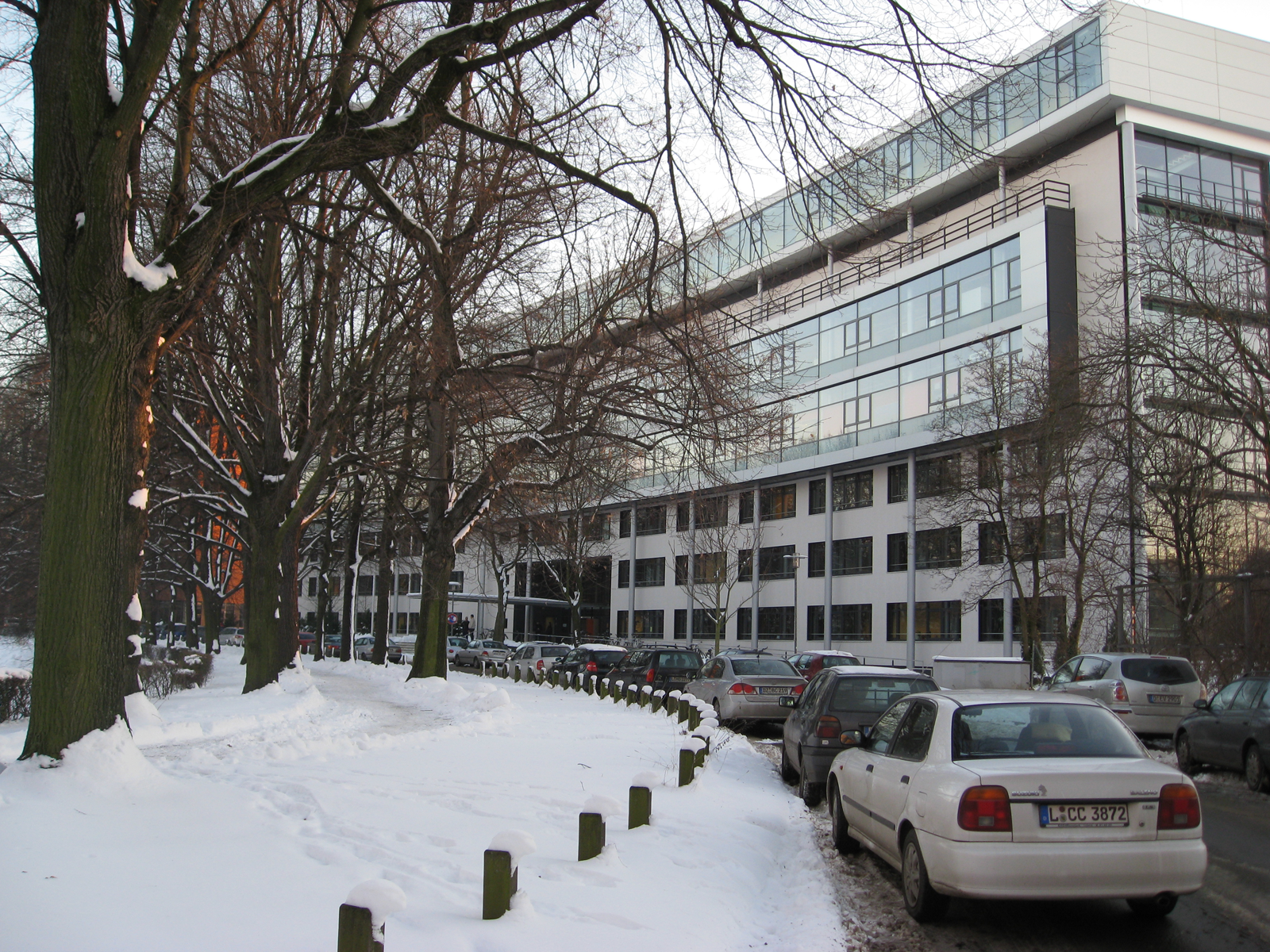
Nhìn từ bên ngoài

Viện nghiên cứu nhân chủng tiến hóa Max Planck (tiếng Đức: Max-Planck-Institut für evolutionäre Anthropologie, viết tắt là MPI EVA) là một viện nghiên cứu có trụ sở tại Leipzig, Đức, được thành lập vào năm 1997. Nó là một phần của mạng lưới Hội Max Planck.
Viện gồm có 5 khoa (Tâm lý phát triển và so sánh, Di truyền tiến hoá, Tiến hóa con người, Linh trưởng học và Hành vi Con người, Sinh thái và Văn hoá) và một số Nhóm Khoa học Trẻ và hiện viện đang có nhân sự khoảng 330 người. Ban Văn hoá Ngôn ngữ học cũ, hoạt động từ năm 1998 đến năm 2015, đã bị đóng cửa vào tháng 5 năm 2015, khi giám đốc Bernard Comrie nghỉ hưu.
Các nhà khoa học nổi tiếng hiện đang làm việc tại Viện này bao gồm Svante Pääbo (di truyền học), Michael Tomasello (tâm lý học), Christophe Boesch (linh trưởng học), Jean-Jacques Hublin (tiến hóa) và Richard McElreath (sinh thái tiến hoá).

## Bộ gen người Neanderthal
Vào tháng 7 năm 2006, Viện Nghiên cứu Nhân chủng Tiến hóa Max Planck và 454 Life Sciences tuyên bố rằng họ sẽ sắp xếp bộ gen người Neanderthal. Các kết quả của nghiên cứu đã được công bố trên tạp chí Science  chi tiết về một bản thảo ban đầu của bộ gen người Neanderthal dựa trên việc phân tích 4 tỷ cặp gốc DNA người Neanderthal. Người ta cho rằng sự so sánh bộ gen người Neanderthal và bộ gen của con người sẽ mở rộng sự hiểu biết của chúng ta về người Neanderthal, cũng như sự tiến hoá của con người và bộ não của con người.  Nghiên cứu đã xác định rằng một số hỗn hợp gen xảy ra giữa người Neanderthal và người hiện đại giải phẫu học và đưa ra bằng chứng cho thấy các yếu tố của hệ gen của chúng vẫn tồn tại ở loài người hiện đại không phải châu Phi.
Nhà nghiên cứu DNA Svante Pääbo đã thử nghiệm hơn 70 mẫu vật Neanderthal và chỉ tìm thấy một mẫu DNA có đủ DNA để làm mẫu. Trình tự DNA sơ bộ từ mẩu xương có niên đại 38.000 năm tuổi từ xương đùi vào năm 1980 tại hang động Vindija ở Croatia cho thấy người Neanderthal và Homo sapiens có chung khoảng 99,5% DNA. Người ta tin rằng hai loài này có chung một tổ tiên chung khoảng 500.000 năm trước. Nature đã tính toán các loài khác nhau khoảng 516.000 năm trước, trong khi các bản ghi hóa thạch cho thấy thời gian khoảng 400.000 năm trước. Từ các hồ sơ DNA, các nhà khoa học hy vọng sẽ xác nhận hoặc phủ nhận lý thuyết cho rằng có sự lai chéo giữa các loài.

## Homo sapiensthời kỳ đầu
Công tác xác định niên đại được thực hiện bởi Viện nghiên cứu Nhân chủng Tiến hóa Max Planck ở Leipzig cho thấy địa điểm khảo cổ hang động Jebel Irhoud và các hóa thạch Homo sapiens có niên đại lâu hơn nhiều so với mức người ta ước tính ban đầu. Các cuộc khai quật mới cho thấy những di tích của ít nhất năm người và một số dụng cụ bằng đá. Các phát hiện này bao gồm một phần của hộp sọ, xương hàm, răng và xương chi của ba người lớn, trẻ vị thành niên, và một đứa trẻ từ bảy tuổi rưỡi. Các mảnh xương có hình dáng giống khuôn mặt của con người ngày nay, nhưng xương hàm dưới hàm dưới lớn hơn nhiều và xương hộp sọ dài hơn. Chúng có các đặc điểm tương tự như sọ Florisbad có niên đại cách đây 260.000 năm ở đầu kia của lục địa, [Florisbad], Nam Phi, được cho là của Homo Sapiens trên cơ sở của Jebel Irhoud tìm thấy.

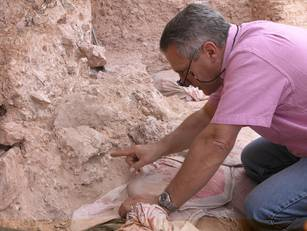
Jean-Jacques Hublin tại Jebel Irhoud (Maroc), chỉ hộp sọ người bị nát (Irhoud 10).

Các dụng cụ được tìm thấy bên cạnh xương linh dương Gazelle và khối than đá lộ thiên, cho thấy sự hiện diện của lửa và có thể đã có việc nấu nướng trong hang động. Các xương linh dương Gazelle cho thấy những dấu hiệu đặc trưng của việc giết thịt và nấu nướng, chẳng hạn như các vết cắt, các vết cắt phù hợp với việc chiết xuất tủy và chà xát. Một số dụng cụ đã bị đốt cháy do cháy được đốt đầu của chúng, có lẽ sau khi chúng đã bị loại bỏ. Điều này cho phép các nhà nghiên cứu sử dụng sự hình thành độ phát xạ nhiệt để xác định khi đốt đã xảy ra, và bằng cách xác định tuổi xương hóa thạch được tìm thấy trong cùng một lớp trầm tích. Các dụng cụ bị đốt cháy đã được ghi ngày khoảng 315.000 năm trước, cho thấy các hóa thạch có cùng độ tuổi. Kết luận này đã được xác nhận bằng cách tính toán lại độ tuổi của Irhoud 3, cho ra niên đại tương thích với công cụ của khoảng 280.000 đến 350.000 năm trước. Điều này sẽ làm cho các ví dụ được biết đến sớm nhất của Homo sapiens.
Điều này cho thấy, thay vì con người hiện đại phát sinh ở Đông Phi khoảng 200.000 năm trước, có vẻ như con người đã có mặt ở khắp Châu Phi 100.000 năm trước đó. Theo Jean-Jacques Hublin, ý tưởng là Homo sapiens sớm phân tán khắp lục địa và các yếu tố hiện đại của con người xuất hiện ở những nơi khác nhau, và vì thế những phần khác nhau của châu Phi đã góp phần vào sự nổi lên của cái mà chúng ta gọi là con người hiện đại ngày nay "Những con người sơ khai có thể bao gồm một quần thể sinh sản lớn, phân bố ở châu Phi mà sự lây lan được tạo ra bởi khí hậu ẩm ướt tạo ra một "hòn đảo xanh"Sahara, khoảng 300.000 đến 330.000 năm trước. Sự trỗi dậy của con người hiện đại do đó có thể xảy ra ở quy mô lục địa hơn là bị giới hạn ở một góc đặc biệt của châu Phi.

## Atlas thế giới các cấu trúc ngôn ngữ
Vào năm 2005, Bản đồ các cấu trúc ngôn ngữ thế giới, một dự án của Bộ môn Ngôn ngữ học của Viện, đã được xuất bản. Bản đồ bao gồm hơn 140 bản đồ, mỗi bản hiển thị một tính năng ngôn ngữ cụ thể - [ví dụ http://wals.info/feature/87] thứ tự của tính từ và danh từ - cho khoảng 120 đến 1370 ngôn ngữ trên thế giới. Trong năm 2008, Atlas cũng đã được xuất bản trực tuyến và cơ sở dữ liệu cơ sở sẵn có tự do.

## Tiếp nhận ngôn thời thơ ấu
Các nhà nghiên cứu tại Viện đã phát triển một mô hình máy tính phân tích các cuộc trò chuyện sớm ở trẻ để dự đoán cấu trúc của những cuộc trò chuyện sau này. Họ cho thấy rằng trẻ mới biết đi phát triển các quy tắc cá nhân riêng của mình để trò chuyện với các khe cắm vào mà chúng có thể đặt một số loại từ nhất định. Các quy tắc được rút ra từ ngôn ngữ của trẻ mới biết đi là những yếu tố tiên đoán tốt hơn cho ngôn ngữ sau này so với các ngữ pháp văn học truyền thống.